# Univerzalni temeljni dohodek
Dohodek, ki ga država oziroma politična skupnost izplačuje individualno, trajno, v poenoteni višini in rednih časovnih presledkih vsem svojim prebivalcem oziroma članom skupnosti, in sicer ne da bi pri tem zahtevala sedanjo ali preteklo ekonomsko aktivnost oziroma katero izmed drugih oblik družbeno koristnih aktivnosti in pripravljenost sprejeti ponujeno delo in ne da bi preverjala premoženjsko stanje ali dohodke posameznika. 
Ideja, da se vsakega člana BOD poveže, na celotni prihodek te združbe in to brez preverjanja premoženjskega stanja , je globalni pojav, [ 1 ], v katerem se ime ideje od države do države in v različnih obdobjih razlikuje. Zato so pedlogi, na primer; v ZDA so razpravljali predvsem pod imenom Garancija na osnovni dohodek (BIG – Basic Income Guarantee), [ 2 ] Pilotni projekt v Namibiji so o njem govorili pod Temeljni dohodkovni sklad ( BIG – basic Income Grant) , v Sovjetski zvezi je bil гарантированный минимум ( zajamčeno minimalno sredstvo ) in leta 1920 je bilo govora v Avstraliji , Veliki Britaniji , Kanadi in na Novi Zelandiji okoli socialnega kredita – Social credit. Druga imena v nemško govorečem prostoru , so na primer : socialne dividende (Sozialdividende), zajamčeni dohodek (Existenzgeld) čeprav, primeri ki pa so pod imenom Državljanski denar, vključujejo več pogojev .
Med obravnavanimi modeli v Nemčiji je na primer BGE, ki vključujejo prihodke solidarnosti državljanov ( Solidarische Bürgergeld - Althaus model), Ulmerjev model ali model Proizvedi prihodnost (Unternim die Zukunft) za katerega je dal pobudo Götz Werner. . Podoben pristop se vrača v Milton Friedmanovi  negativni dohodnini. [3 ] V Švici je iniciativa osnovnega kapita (Initiative Grundeinkomen)  razvila model izvajanja BGE. Ne smemo zamenjevati z BGE, ki je model "liberalni državljanski denar" , katerih izplačila so omejena s pogoji.

## Namen in osnovni cilji UTD
Osnovna ideja univerzalnega temeljnega dohodka je vzpostavitev sistema, ki bi vsem članom družbe omogočal socialno in ekonomsko varnost. Država bi na tak način vsakemu posamezniku zagotavljala minimalno raven dohodka ali eksistenčno varnost na nepogojen in univerzalen način. Na podlagi omogočanja zadovoljitve osnovnih potreb je vloga UTD v sovjem bistvu predvsem skrb družbe za vsakega posameznika. Namen sistemov socialne varnosti je zagotavljanje ustrezne in ne zgolj minimalne zaščite ob nastanku najbolj obremenjujočih okoliščin v življenju posameznika ali družine, medtem ko UTD tega namena ne dosega. Med drugim bi UTD povzročal in ohranjal odvisnost subjektov od države in družbe, kar pa seveda ni namen socialne varnosti. Temeljni namen že uveljavljenih sistemov socialne pomoči je v zagotavljanju socialne in ekonomske varnosti ob nastopu socialnega primera, medtem ko gre pri univerzalnem temeljnem dohodku za zagotavljanje dohodkovne varnosti ne glede na posledice udejanjenih socialnih tveganj ali dejanskih potreb po pomoči. Tradicionalni sistemi imajo zlasti kurativni in deloma tudi preventivni učinek, medtem ko je sistem UTD naravnan tako, da ima večinoma proaktivni in deloma preventivni učinek. Pri UTD so bolj izraženi nameni, kot so vnaprejšnja zagotavljanja osnovnih sredstev, možnost takojšnjega odpravljanja posledic socialnega primera neposredno ob njegovem nastanku in delna preprečitev nekaterih socialnih tveganj. S tega vidika je osnovni namen UTD zagotavljanje varovala, ki naj bi preprečilo materialno ogrozitev življenja posameznika. 
Osnovni cilji, h katerim naj bi UTD stremel so doseganje večje socialne pravičnosti, krepitev načela solidarnosti, zagotavljanje večje enakosti izhodiščnih možnosti, preprečevanje revščine, omogočanje večje svobode ter zmanjševanje socialne izključenosti. Eden izmed ciljev UTD naj bi bilo zmanjšanje absolutne revščine. V tem kontekstu je sistem UTD mogoče utemeljiti kot socialni korektiv, ki bi pospešil proces družbene integracije in krepil pripadnost skupnosti, hkrati pa omogočal tudi večjo svobodo posameznika, ki bi izhajala iz njegovo finančne varnosti. Podobnim ciljem sledijo tudi obstoječi sistemi socialne varnosti, vendar bi jih UTD morda lahko učinkoviteje dosegal, saj bi odpravil postopke selekcijskega preverjanja upravičenosti do prejema pomoči, onemogočil možnost odločanja pristojnega organa po prostem preudarku, skrajšal obdobje med nastankom socialnega primera in prejemom pomoči, nestigmatizacijsko bi vključeval vse pravne subjekte in tudi preprečeval nastanek nekaterih socialnih primerov. UTD bi omogočil temeljno dohodkovno varnost in s tem večje možnosti izbire glede ključnih aktivnosti posameznika, kar pa vključuje tudi prosto odločanje o prispevanju in neprispevanju družbi. To postavlja pod vprašaj (ne)upravičenost uvedbe UTD, saj je socialno pravično zagotoviti dajatev vsem, ki zaradi različnih razlogov niso sposobni za ekonomsko aktivnost, hkrati pa je socialno nepravično zagotoviti osnovno dajatev tistim, ki so sposobni za ekonomsko aktivnosti, vendar bi v sistemu UTD udejanjili pravico do nedela. V takem primeru je UTD ekonomsko neučinkovit mehanizem, ki kot tak ne bi dosegal zastavljenih ciljev. Takšen sistem je lahko neučinkovit zlasti v razmerah nizke stopnje gospodarske rasti, visokega deleže starejše populacije, visoke stopnje javne zadolženosti, visokega deleža brezposelnih oseb in posledično visoke stopnje obremenjenosti ustvarjalcev dodane vrednosti.

### Razlogi za nastanek
Temeljni razlog in ideje, ki je vzpodbudila razvoj UTD je težnja po večji enakosti v družbi, in sicer po izenačevanju materialnih pogojev ljudi in s tem zmanjševanju razlik. Zagovorniki UTD poudarjajo, da je to način za vzpostavitev večje družbene pravičnosti, zagotavljanja osnovnih materialnih sredstev za doseganja posameznikovih ciljev, omogočanje širše možnosti izbire, boljših možnosti odločanja, povečanje osebne svobode in izboljšanje razvojnih pogojev.

## Zgodovina razvoja ideje o UTD
Prve zametke ideje o sistemu UTD sta v začetku 16. stoletja oblikovala renesančna humanista Thomas More (1478-1535) in Johannes Ludovicus Vives (1492-1540). Leta 1526 je Vives v delu De Subvention Pauperum utemeljil teorijo o socialnih pomočeh in predlagal prvi sistem socialne pomoči, ki bi temeljil na načelu solidarnosti. V 17. stoletju so se začele pojavljati ideje o UTD zaradi potrebe družbe po zagotavljanju osnovnih sredstev zlasti revnim prebivalcem. Leta 1601 sta Anglija in Wales sprejela Zakon o revnih, ki je institucionaliziral pomoč revnim z uporabo prisile. z razdelitvijo revnih na vredne in nevredne pomoči se je oblikoval sistem pogojevanega dodeljevanja pomoči revnim. Konec 17. stoletja so se v Angliji oblikovali številni novi predlogi, ki so vključevali različna širša socialna in ekonomska merila ter so predstavljali zametke poznejšega razvoja prvih zasebnih zavarovanj in udejanjenja načel posamezniku prijazne družbe.Konec 18. in v začetku 19. stoletja je bilo oblikovanih več specifičnih predlogov, ki predstavljajo predhodne koncepte poznejših oblik UTD. Nicolas de Condorcet je leta 1776 zagovarjal stališče, da je zagotavljanje eksistence slehernemu članu družbe splošni interes vsakega naroda.  Po francoski revoluciji, ko se je dolžnost države zagotavljati delo udejanjila kot temeljna pomoč državljanom je v Angliji nastala prva utemeljitev pravega državljanskega dohodka. Leta 1796 se je Thomas Paine začel zavzemati za pravico, da lahko vsak posameznik iz nacionalnega zemljiškega sklada prejema določen denarni znesek, ki bi mu pripadal po polnoletnosti in bi ne bil vezan na njegovo premoženjsko stanje. To zamisel je kasneje podprl tudi Napoleon Bonaparte. V tem obdobju sta o različnih oblikah UTD odmevneje pisala tudi Thomas Spence in Charles Fourier. Fourier velja pionirja sodobnega koncepta UTD, nad čigar zamislimi se je navdušil tudi Joseph Charlier, ki je leta 1848 razvil idejo državljanske ozemeljske dividende. Leto kasneje je Stuart Mill oblikoval predlog, da se vsakemu članu družbe dodelijo minimalna sredstva za preživetje, pri čemer bi bila tovrstna zagotovitev eksistence tudi zakonsko urejena. Teoretika iz 19. stoletja, ki sta pomembno prispevala k razvoju ideje o UTD sta zlasti Herbert Spencer in Augustin Cournot.
Ko je nemški kancler Otto von Bismarck po industrijski revoluciji konec 19. stoletja uvedel sistem socialnih zavarovanj, sta zamisel o UTD intenzivneje razvijala Henry George in še nekoliko pozneje Bertrand Russell. Med obema svetovnima vojnama sta se z idejami o minimalnem dohodku predvsem ukvarjali George Cole in James Meade. Po tem, ko je bil v ZDA sprejet zakon o socialni varnosti in ko je v Veliki Britaniji lord William Beveridge izdelal plan socialne varnosti za povojno obdobje, pa je Friderich Hayek leta 1944 utemeljil zajamčeni minimalni dohodek za vse. Ko so v 20. stoletju v evropskih državah postopoma nastajali sistemi socialne varnosti, so nastale nove oblike UTD in tudi sorodni sistemi, kot so državni boni, temeljni dohodek, nacionalna dividenda, državljanska plača in državljanski dohodek. Med odmevna dela na tem področju spadajo predvsem predlogi Johna Galbraitha, Mabel in Dennisa Milnerja ter Miltona Friedmana, ki je leta 1962 oblikoval osnutek negativnega davka. Leta 1965 je James Tobin s predlogom zajamčenega minimalnega dohodka pripomogel k takratnim sistemom državne blaginje v ZDA. Z vprašanjem uvedbe UTD sta se v tem obdobju v ZDA predvsem ukvarjala Richard Nixon in Martin Luther King Jr. V evropske prostoru se je zamisel o UTD najprej pojavila in razvijala v sedemdesetih letih dvajsetega stoletja na Nizozemskem in Danskem, kasneje pa se razširila še v druge države. Prelomnico v razvoju UTD predstavlja leto 1986, ko je skupina raziskovalcev in predstavnikov sindikatov v sodelovanju z Univerzo v Leuvnu organizirala prvi kongres o UTD in ustanovila Evropsko mrežo za temeljni dohodek in na ta način začela načrtno spodbujati proučevanje UTD na evropski ravni.

## Različne oblike UTD
Skozi razvoj ideje o UTD so se pojavile različne razprave udejanjenja bodisi v izvorni ali neizvedeni oziroma čisti obliki, ki je neselektivna in ne pogojena, bodisi v eni izmed izvedenih ali ne izvornih različic UTD, ki so selektivne in pogojene. V izvedenih oblikah je lahko UTD različno pogojen, kategoričen ali selektiven temeljni dohodek, ki je lahko parcialen, netrajen, segmentiran ali neindividualen dohodek. 

### Izvorna ali nepogojena oblika UTD
V izvorni oziroma čisti obliki je UTD povsem nepogojen, neselektiven, reden in individualen dohodek, ki ni vezan na ekonomsko aktivnost posameznika ali drugo obliko družbeno koristnega udejstvovanja ter je neodvisen od premoženjskega stanja in drugih prihodkov posameznika. Ob tem mora biti dovolj visok, da posameznika zagotavlja zadostno višino sredstev za človeka dostojno življenje ter mu omogoča socialno vključenost. 

### Selektivne oblike UTD
Temelji na načelu preverjanja upravičenosti do tovrstnega dohodka na podlagi socialnega in ekonomskega stanja posameznika in je namenjen tistim posameznikom, ki z lastnimi dohodki ne dosegajo praga revščine, in sicer ne glede na njihovo sedanjo ali preteklo ekonomsko aktivnost. Selektivne oblike torej temeljijo na delitvi na pomoči potrebne in pomoči nepotrebne. Glede na svojo naravo je selektivni UTD najbolj soroden obstoječim denarnim in socialnim pomočem, zato  je v primeru obstoja sistema socialnega varstva nepotreben.

### Pogojne oblike UTD
Velika večina pogojenih in nepogojenih oblik UTD je različno pogojenih. Pogojenost je sicer v nasprotju z osnovno zamislijo in namenom UTD, saj naj bi predstavljal edini ukrep, s katerim je mogoče vsakomur zagotoviti brezpogojno pravico do sredstev za preživetje. Hkrati pa je vztrajanje pri idealu popolne nepogojenosti UTD v praksi neustrezno.

### Kategorične oblike UTD
Namenjen naj bi bil zgolj določenim skupinam prebivalstva. Določene kategorične oblike UTD bi lahko bile ustrezna možnost za uvedbo oziroma v začetnih fazah uvajanja v sistem UTD ali pa kot trajen element sistema socialne varnosti, z namenom zmanjševanja stopnje revščine in socialne izključenosti najbolj rizičnih skupin prebivalstva. Taka oblika pa je v praksi lahko ustrezna le, če se v ustrezno utemeljijo in definirajo ločnice med kategorijami.

### Parcialne oblike UTD
Parcialni ali delni UTD je v nasprotju v polnim UTD določen pod pragom revščine in kot tak ne zadošča osnovnim življenjskim potrebam oziroma dostojnemu življenju. Prvotne definiciji UTD niso vsebovale določila o višini takega dohodka, zato so utemeljitve dopuščale višine UTD, ki so lahko bile višje ali nižje od sredstev, potrebnih za zadovoljitev osnovnih potreb upravičencev. V skladu s sodobnejšo opredelitvijo UTD, ki je bila tudi sestavni del evropske državljanske pobude o UTD, mora biti emancipacijski UTD dovolj visok, da lahko zagotavlja človeku dostojno življenje, ustrezno socialno vključenost ter preprečuje materialno revščino. V tem kontekstu so lahko parcialne oblike UTD neustrezne, saj v primeru, da višina UTD ne dosega meje tveganja revščine in zato ne more zagotavljati ustrezne socialne varnosti. 

### Neindividualne oblike UTD
Pravica do UTD je utemeljena kot individualna pravica, ki ni odvisna od zakonskega stanu, sobivanja, sestave gospodinjstva, skupnih dohodkov ali lastnine drugih članov družine. V čisti obliki UTD je dohodek vezan na posameznika, medtem ko je pri neindividualnih oblikah vezan na posamezno gospodinjstvo, kar pomeni, da ne gre za individualno pravico. 

### Kontributivne oblike UTD
Sistem UTD naj bi bil v osnovi nekontributiven, torej davčno financiran sistem.  Obstajajo pa tudi predlogi, ki se nanašajo na prispevno financiranje tovrstnega dohodka. Tovrstni predlogi so nastali kot odraz iskanja načinov uvedbe UTD, v okviru katerih naj bi se ukinile posamezne dajatve iz sistema socialnih zavarovanj, medtem ko bi se obstoječi prispevki zanje zgolj preoblikovali v prispevke za financiranje sistema UTD.

### Netrajne oblike UTD
Temelji na ideji, da bi bila pravica do UTD časovno omejena, na primer, na obdobje enega leta, pri čemer bi posameznik sam odločal o času uveljavljanja te pravice. Uvedba take oblike UTD bi zahtevala manj javnofinančnih izdatkov kot izvorna oblika, hkrati pa bi UTD v taki obliki lahko spodbujal pridobivanje izkušenj, omogočal dodatna izobraževanja, nudil več časa za odkrivanje novih priložnosti, omogočal boljše možnosti, nudil kakovostnejše preživljanje prostega časa in podobno. 

### Segmentirane oblike UTD
Tovrstna oblika UTD vključuje predpostavljene modele različnih višin tega dohodka, glede na posamezne skupine upravičencev. Do UTD so upravičeni vsi, a v različni višini dohodka. Obseg pravice do prejemkov variira zlasti glede na starostne skupine upravičencev. 

## Prednosti in slabosti sistema UTD

### Prednosti UTD:
Najpomembnejše prednosti sistema UTD se kažejo v njegovi izvorni obliki, in sicer kot brezpogojen, univerzalen in individualen način zagotavljanja socialne varnosti. Temeljna prednost UTD je v zagotavljanju eksistenčne varnosti, v obliki minimalnega temeljnega dohodka. Pomembna prednost bi bila znižanje stroškov upravljanja ter nižja stopnja potrebne administracije glede na obstoječi sistem socialne varnosti. Pravica do UTD kot pravica do individualne in svojevrstne dajatve iz sistema socialne varnosti, ki odpravlja selekcionizem (načelo univerzalnosti), bi lahko vzpostavila večjo transparentnost in fleksibilnost sistema. Uvedba UTD naj bi bila v skladu z načeli razvoja trajnostne družbe in morda razvoja pravičnejših razmerij, saj bi lahko nevtralizirala določene negativne učinke procesov  globalizacije in omejila naraščajočo moč neoliberalnih politik. Pravica do brezpogojnega dohodka bi lahko v sistemu socialnih pomoči vplivala na odpravo kategorizacije in z njo povezanih izzivov, na odpravo preverjanja premoženjskega stanja upravičencev ter posledično do odprave stigmatizacije posameznikov pri uveljavljanju pravic, kar bi imelo pozitiven vpliv na ohranjanje dostojanstva. V okviru najpomembnejših socioloških vidikov prinaša prednosti glede krepitve enakosti, potencial UTD pri nadaljnjem razvoj načel demokratičnosti in vpliv na nekatere vrste socialne pravičnosti. Z zagotavljanjem enakih osnovnih materialnih izhodišč, bi lahko pospešili tudi proces družbene integracije. Uvedba UTD naj bi vplivala na zagotavljanje večje svobode v družbi, povečala kakovost življenja ter izboljšala možnosti samouresničitve. Pravica do UTD naj bi se pozitivno vplivala na pridobivanje novih znanj, višjo stopnjo vključitve posameznikov v družbeno življenje ter na spodbujanje ustvarjalnosti. Kljub temu, da se lahko z UTD poveča možnost svobodne izbire, še vedno ne bi bili vsi upravičenci enako sposobni, motivirani in zmožni udejanjenja širših možnosti in priložnosti. UTD naj bi med drugim omogočal tudi neodvisnost posameznika od razmer na trgu, vendar so le te spiritus agens UTD in regulator njegove višine. 

### Pomanjkljivosti UTD:
Tradicionalni sistemi socialne varnosti pomenijo glede na značilnosti in učinke nasprotje UTD in so zaradi tega težko uskladljivi. Slovenski socialni sistem je primer sestavljenega oziroma razčlenjenega sistema in kot tak lahko učinkovito zagotavlja dajatve in pomoči ob nastanki socialnega primera. V skladu z nekaterimi predlogi naj bi UTD nadomestil posamezne dajatve tako iz socialnih zavarovanj kot tudi iz socialnega varstva in nekatere družinske prejemke. Še zlasti ne more UTD nadomestiti obstoječega sistema socialnih zavarovanj. Pojavi se vprašanje ali bi lahko UTD prevzel dopolnilno vlogo v sodobni socialni državi, ki jo ima sistem socialnih zavarovanj. Pomembna nevarnost uvedbe UTD obstaja v možnosti destabilizacije celotnega sistema socialne varnosti in socialne politike. Za sisteme socialne varnosti je posebej pomembna stabilnost, in če je le ta ogrožena, se zniža tudi stopnja socialne varnosti, zmanjša zaupanje v pravo socialno državo in poveča potreba po različnih zasebnih zavarovanjih, saj javni sistemi socialne varnosti, v tem primeru niso več zanesljivi. Ena izmed temeljnih slabosti UTD je ogrožanje udejanjenja pravic do dela. Pravico do UTD ni mogoče udejanjiti brez pravice do dela, katero UTD v določeni meri zanika. Paradoksalen konflikt pravice do dela proti svobodi nedela oziroma pravice do UTD proti pravice do nedela vsebuje strateško pomanjkljivost koncepta UTD. Dodatno težavo predstavlja tudi dejstvo, da bi lahko UTD celo krepil ekonomsko neaktivnost in s tem povečal problematiko brezposelnosti. V primeru, da bi bil tovrstni dohodek določen v relativno visokem znesku, bi lahko posameznike spodbujal k nedelu. S tega vidika bi morala biti pravica do UTD pogojena z obveznostjo družbeno koristnega dela, kar pa spet postavlja pod vprašanje smiselnost UTD. Pravica do dela je s pravico do socialne varnosti v večji ali manjši meri usklajena v obstoječem socialnem sistemu in posledično pravica do UTD ni potrebna. V primeru, da bi bil UTD prenizek pa bi ohranil potrebo po obstoječih sistemih socialne varnosti. Univerzalni in tradicionalni sistemi socialne zaščite v družbi ustvarjajo kulturo odvisnosti in vzpostavljajo prenos sredstev zlasti iz najbolj premožnih na premožne in ne zgolj na pomoči potrebne osebe. S tega vidika UTD za večino udeležencev ne bi pomenil nobene spremembe, ob tem pa bi se lahko socialni položaj revnih in socialno izključenih posameznikov v družbi še poslabšal. Težava, ki se pojavi je ta, da bi lahko UTD bil nezadosten za posameznike, ki potrebujejo denarno pomoč in nezadosten za tiste, ki potrebujejo pomoč v naravi, ne nazadnje pa nepotreben za tiste posameznike, ki pomoči ne potrebujejo. V okviru potencialih nevarnosti bi lahko UTD prinesel s seboj morebitne migracijske učinke. V tem kontekstu bi se lahko vzpostavila identična vprašanja evropskih migracij kot v obstoječem sistemu socialne varnosti, pri čemer bi lahko bili učinki UTD radikalnejši. Vse to bi lahko sprožili mednarodno krizo in uničujoče vplivalo na trg dela. Še ena pomanjkljivost v kontekstu ekonomskih vidikov so visoki stroški, ki bi nastali z uvedbo UTD, še posebej v primeru povsem nepogojenega, univerzalnega in individualnega temeljnega dohodka. Zagotavljanje sredstev za financiranje sistema UTD bi lahko zahtevalo bodisi uvedbo novih davkov ali pa povišanje stopenj že obstoječih davkov.